# Digitale Medien

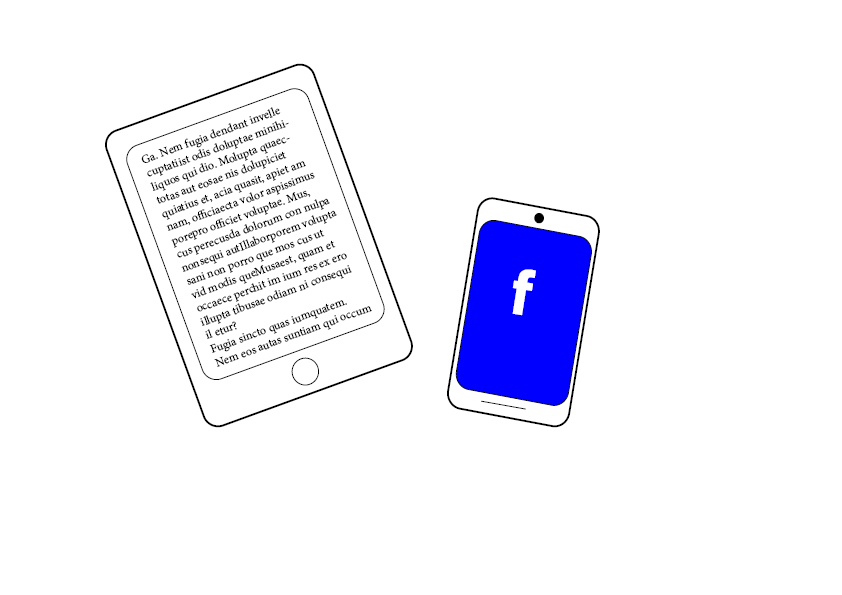
E-book und Smartphone als Träger Digitaler Medien

Digitale Medien, seltener auch als Computermedien bezeichnet, sind im weitesten Sinne bereitgestellte, elektronische Präsentations- und Darstellungsformate, in denen Informationen in digitaler Form verarbeitet und übertragen werden und die entsprechend digital codiert sind. Den Gegensatz dazu bilden analoge Medien. Der Begriff „digitale Medien“ wird zuweilen auch als Synonym für die „Neuen Medien“, d. h. für die sogenannten Internetmedien, verwendet.

## Begriffsbestimmungen und nähere begriffliche Einordnung
In digitalen Medien werden Daten in digitaler Form verwendet und verarbeitet, um die Erstellung von Informationen, Unterhaltung und Bildungsinhalten ebenso wie ihre Speicherung, Verteilung und Anzeige zu ermöglichen. Digitale Medien umfassen eine breite Palette von Technologien und Plattformen, einschließlich des Internets, sozialer Netzwerke, digitaler Musik- und Videodateien, E-Books, digitaler Spiele und Softwareanwendungen.
Digitale Medien umfassen eine Vielzahl von Formaten, einschließlich Texte, Audiodateien, Bilder, Videos und mehr.
Digitale Medien sind Kommunikationsmedien, die auf der Grundlage von Informations- und Kommunikationstechnik funktionieren (z. B. Internet). Als digitale Medien werden zum anderen technische Geräte zur Digitalisierung, Berechnung, Aufzeichnung, Speicherung, Datenverarbeitung, Distribution und Darstellung von digitalen Medieninhalten bezeichnet. Die Digitalisierung der Medien setzte in der zweiten Hälfte des 20. Jahrhunderts ein. Digitale Medien stellen sowohl von der Produktion als auch von der Nutzung her eine tiefgreifende Veränderung gegenüber früheren, analogen Medien dar.
Die Computertechnik stellt die Basis für digitale Medien dar. Computersysteme basieren in erster Linie auf der Grundlage des binären Zahlensystems. In diesem Fall bezieht sich „digital“ auf die diskreten Zustände von „0“ und „1“ für die Darstellung beliebiger Daten. Computer sind Maschinen, die binäre Daten als digitale Information interpretieren.
Die Aufzeichnung und Speicherung von medialen Inhalten als digitale Daten, etwa eines Musikstücks oder einer Videosequenz, ist in der Regel ein technisch hochkomplexer Vorgang und gehört zum Gebiet der digitalen Signalverarbeitung. Dabei spielen bei modernen datenkomprimierenden Verfahren zur digitalen Verarbeitung von Bildern, Video- oder Audiosignalen wie JPEG, MPEG-4 oder MP3 Methoden der höheren Mathematik wie die Schnelle Fourier-Transformation eine zentrale Rolle.
Werden digitale Medien im Internet publiziert, also online verfügbar gemacht, so spricht man auch von Onlinemedien.

## Digitale Medien mit unterschiedlichen Interaktionskonzepten
Im Folgenden werden Konzeptionen für digitale Medien mit unterschiedlichen Interaktionskonzepten aufgeführt, basierend auf einer vorzugsweise technischen Sicht:
Bildschirmbezogene Anwendungen:
- E-Book
- World Wide Web und Social Media (mit dem Internet als Mittel des Daten- und Informationsaustauschs)
- Spielekonsole
- Mobiltelefon
- Digital Video
- Digitales Fernsehen
- Digitalradio

Interaktive Objekte und Installationen:
- Multi-Touch-Table
- Interaktives Whiteboard

Interaktive Umgebungen (durch Medien definierte Räume):
- Ausstellungsraum, auch multimedial

Interaktive Architektur (vor allem Kommunikation im öffentlichen Raum):
- Medienfassade

Und weitere interaktive Medien.

## Das Aufkommen digitaler Technikentwicklungen sowie Auswirkungen davon

### Die digitale Revolution
Seit den 1960er Jahren haben Rechenleistung und Speicherkapazität exponentiell zugenommen, was weitgehend auf die Skalierung der Metalloxid-Silizium-Feldeffekttransistoren (MOSFETs) zurückzuführen ist, die es ermöglicht, die Anzahl der MOS-Transistoren mit der durch das Moore'sche Gesetz vorhergesagten Geschwindigkeit zu erhöhen. Computer und Smartphones geben Milliarden von Menschen die Möglichkeit, auf digitale Medien zuzugreifen, sie zu verändern, zu speichern und gemeinsam zu nutzen. Viele elektronische Geräte, von Digitalkameras bis hin zu Drohnen, sind in der Lage, digitale Medien zu erstellen, zu übertragen und anzuzeigen. In Verbindung mit dem World Wide Web und dem Internet haben die digitalen Medien die Gesellschaft des 21. Jahrhunderts in einer Weise verändert, die häufig mit den kulturellen, wirtschaftlichen und sozialen Auswirkungen der Druckpresse verglichen wird. Der Wandel war so rasch und so weitreichend, dass er einen wirtschaftlichen Übergang von einer industriellen Wirtschaft zu einer informationsbasierten Wirtschaft eingeleitet und eine neue Periode in der Geschichte der Menschheit geschaffen hat, die als Informationszeitalter oder digitale Revolution bezeichnet wird.
Der Übergang hat eine gewisse Unsicherheit bezüglich der Definitionen geschaffen. Digitale Medien, neue Medien, Multimedia und ähnliche Begriffe haben alle eine Beziehung sowohl zu den technischen Innovationen als auch zu den kulturellen Auswirkungen der digitalen Medien. Die Vermischung der digitalen Medien mit anderen Medien sowie mit kulturellen und sozialen Faktoren wird manchmal als neue Medien oder „die neuen Medien“ bezeichnet. Zu diesen Fähigkeiten gehört nicht nur die Fähigkeit zu lesen und zu schreiben – die traditionelle Lese- und Schreibfähigkeit –, sondern auch die Fähigkeit, im Internet zu navigieren, Quellen zu bewerten und digitale Inhalte zu erstellen. Die Vorstellung, dass wir uns auf eine vollständig digitale, papierlose Gesellschaft zubewegen, geht einher mit der Befürchtung, dass wir bald – oder schon jetzt – einem digitalen dunklen Zeitalter gegenüberstehen könnten, in dem ältere Medien nicht mehr mit modernen Geräten oder mit modernen wissenschaftlichen Methoden zugänglich sind. Digitale Medien haben einen bedeutenden, weitreichenden und komplexen Einfluss auf Gesellschaft und Kultur.
Ein leitender Ingenieur bei Motorola namens Martin Cooper war die erste Person, die am 3. April 1973 einen Telefonanruf tätigte. Er beschloss, dass der erste Telefonanruf an ein rivalisierendes Telekommunikationsunternehmen mit den Worten „Ich spreche über ein Mobiltelefon“ erfolgen sollte. Das erste kommerzielle Mobiltelefon wurde jedoch 1983 von Motorola auf den Markt gebracht. Anfang der 1990er Jahre trat Nokia die Nachfolge an, wobei das Nokia 1011 das erste in Massenproduktion hergestellte Mobiltelefon war. Der Nokia Communicator 9000 wurde das erste Smartphone, da es mit einer Intel 24-MHz-CPU ausgestattet war und über einen soliden Arbeitsspeicher von 8 MB verfügte. Die Zahl der Smartphone-Nutzer ist im Laufe der Jahre stark gestiegen. Zu den Ländern mit den höchsten Nutzerzahlen gehören derzeit China mit über 850 Millionen Nutzern, Indien mit über 350 Millionen Nutzern und an dritter Stelle die Vereinigten Staaten mit rund 260 Millionen Nutzern ab 2019. Während Android und iOS den Smartphone-Markt dominieren. Eine Studie von Gartner ergab, dass im Jahr 2016 etwa 88 % der weltweiten Smartphones Android waren, während iOS einen Marktanteil von etwa 12 % hatte. Etwa 85 % des Umsatzes auf dem Mobilfunkmarkt stammten aus den Handyspielen.
Die Auswirkungen der digitalen Revolution lassen sich auch anhand der Anzahl der weltweiten Nutzer mobiler intelligenter Geräte abschätzen. Diese kann in 2 Kategorien unterteilt werden: Smartphone-Nutzer und Smart Tablet-Nutzer. Weltweit gibt es derzeit 2,32 Milliarden Smartphone-Nutzer. Diese Zahl soll bis 2020 auf über 2,87 Milliarden ansteigen. Die Nutzer von Smart Tablets erreichten 2015 insgesamt 1 Milliarde, das sind 15 % der Weltbevölkerung.
Die Statistiken belegen den Einfluss der digitalen Medienkommunikation von heute. Von Bedeutung ist auch die Tatsache, dass die Zahl der Nutzer intelligenter Geräte rapide zunimmt, während die Zahl der funktionalen Nutzungen täglich zunimmt. Ein Smartphone oder Tablet kann für Hunderte von täglichen Bedürfnissen genutzt werden. Derzeit gibt es über 1 Million Apps im Apple Appstore. Dies sind alles Möglichkeiten für digitale Marketinganstrengungen. Ein Smartphone-Nutzer wird in jeder Sekunde, in der er sein Apple- oder Android-Gerät öffnet, von digitaler Werbung beeinflusst. Dies ist ein weiterer Beweis für die digitale Revolution und die Auswirkungen der Revolution. Dies hat dazu geführt, dass im Laufe der Jahre insgesamt 13 Milliarden Dollar an die verschiedenen App-Entwickler ausgezahlt wurden. Dieses Wachstum hat die Entwicklung von Millionen von Software-Anwendungen angeheizt. Die meisten dieser Apps sind in der Lage, über Werbung für Apps Einnahmen zu generieren, die Bruttoeinnahmen für das Jahr 2020 werden auf etwa 189 Millionen Dollar geschätzt.

### Gesundheitliche Auswirkungen der Nutzung digitaler Medien
Die rasante Entwicklung der neuen Medien in den letzten Jahrzehnten brachte auch ein neues Krankheitsbild mit sich – die Medienabhängigkeit. Die Medienabhängigkeit zählt, wie auch die Kauf- oder Spielsucht, zu den substanzungebundenen Abhängigkeiten. Diese Abhängigkeiten sind in internationalen Verzeichnissen wie dem ICD 10 noch nicht klassifiziert und werden daher differentialpsychologisch häufig dem Störungsbild ‚Abnorme Gewohnheiten mit Störungen der Impulskontrolle’ (ICD 10 – F63) zugeordnet. Die Medienabhängigkeit weist diagnostisch jedoch einige Unterschiede zu diesem Störungsbild auf – es findet eine Zentrierung aller Lebensinhalte um das jeweilige Suchtmittel statt, wodurch auch eine höhere Toleranzentwicklung dem Suchtmittel gegenüber zu beobachten ist. Im Gegensatz zu anderen Zwangshandlungen wird die Medienabhängigkeit außerdem meist nicht als unangenehm empfunden. Der Fachverband für Medienabhängigkeit e. V. sprach sich daher Ende 2016 für eine Aufnahme der internetbezogenen Störungen bei der 2018 erwarteten Revision des ICD 10 aus.
Laut Studien an klinischen Stichproben sowie bildgebenden Studien unter Verwendung standardisierter Paradigmen besteht eine nosologische Verortung zwischen internetbezogenen Störungen und Abhängigkeitserkrankungen. Man kann also das Konzept der substanzungebundenen Abhängigkeitserkrankungen (Verhaltenssuchtmodell) auf die Gruppe der internetbezogenen Störungen übertragen. Das Verhaltenssuchtmodell folgt einem biopsychosozialen Ansatz und sieht internetbezogene Störungen somit als dynamisches Zusammenspiel zwischen organischen, psychischen und sozialen Faktoren.
Ergebnisse der PINTA-Studie sowie der Folgeerhebung PINTA-DIARI (Prävalenz der Internetabhängigkeit) der Universität Lübeck von 2013 konnten in Deutschland eine Prävalenz der internetbezogenen Störungen von 1 % in der Altersgruppe 14 bis 64 Jahre finden. Die Prävalenz in der Altersgruppe 14 bis 16 Jahre lag dagegen bei 4 %.
In einer Studie des Medienpädagogischen Forschungsverbunds Südwest (KIM-Studie 2014) gaben 79 % der Kinder zwischen sechs und 13 Jahren an, jeden bzw. fast jeden Tag Fernsehen zu gucken. Das Smartphone nutzen 38 % und das Internet 25 % in dieser Altersklasse täglich.
Dass der übermäßige Gebrauch von Medien nicht ohne Folgen für die Entwicklung von Kindern bleibt, zeigt die BLIKK-Studie des Bundesgesundheitsministeriums der BRD aus 2017. Sie fand signifikante Zusammenhänge (Prävalenzen signifikant überschritten) für verschiedene Altersgruppen. Bei den Kindern im Alter von einem Monat bis einem Jahr wurden Fütter- und Einschlafstörungen festgestellt, wenn die Mutter während der Säuglingsbetreuung digitale Medien nutzte. Dies wiederum weist auf eine Bindungsstörung hin. Die Kinder zwischen zwei und fünf Jahren zeigten während der Nutzung von digitalen Bildschirmmedien motorische Hyperaktivität und Konzentrationsstörungen. Bei Kindern, die täglich digitale Bildschirme nutzen, wurden außerdem Sprachentwicklungsstörungen festgestellt und ihr Verhalten zeigte psychische Auffälligkeiten (Unruhe, Ablenkbarkeit). 69,5 % der Eltern gaben zudem an, dass ihre Kinder sich nicht länger als zwei Stunden selbstständig beschäftigen können, ohne digitale Medien zu nutzen. Auch Kinder zwischen acht und 13 Jahren zeigten motorische Hyperaktivität und Konzentrationsschwäche bei einer erhöhten digitalen medialen Nutzungsdauer von mehr als 60 Min. täglich. Bei dieser Altersgruppe wurde außerdem ein erhöhter Genuss von Süßgetränken und Süßigkeiten festgestellt, was sich in einem erhöhten BMI widerspiegelte. Die Kinder gaben des Weiteren an, Probleme zu haben, die eigene Internetnutzung selbstbestimmt zu kontrollieren, was negative Konsequenzen in ihrem Alltag zur Folge habe.
Die Gefahr der Entwicklung einer digitalen Mediensucht ist also bei Jugendlichen besonders erhöht. Doch obwohl ein Zusammenhang zwischen intensiver Mediennutzung und Entwicklungsstörungen besteht, muss dieser nicht kausal sein. Andere Quellen weisen auf eine mögliche Komorbidität mit anderen psychischen Störungen hin (Depression, ADHS). Weitere Risikofaktoren für die Entstehung einer internetbezogenen Störung sind soziale Vernachlässigung, geringes Selbstwertgefühl, negative Stresseinschätzung und ungünstige Bewältigungsstile.

## Studium/Ausbildung
Der Themenbereich „Digitale Medien“ wird an Hochschulen, in dualen Ausbildungsberufen und an Berufsfachschulen gelehrt.

## Geschichte

Digitale Codes können, wie Binärcodes, ohne Neukonfiguration mechanischer Teile geändert werden

Codes und maschinelle Informationen wurden erstmals in den frühen 1800er Jahren von Charles Babbage konzipiert. Zwischen 1822 und 1823 schrieb die Mathematikerin Ada Lovelace die ersten Anweisungen für die Berechnung von Zahlen auf Babbage-Motoren. Die Anweisungen von Lovelace gelten heute als das erste Computerprogramm. Obwohl die Maschinen für Analyseaufgaben konzipiert waren, nahm Lovelace die möglichen sozialen Auswirkungen von Computern und Programmieren, Schreiben, vorweg. „Denn in der Verteilung und Kombination von Wahrheiten und Analyseformeln, die den mechanischen Kombinationen des Motors, den Beziehungen und der Natur vieler Fächer, auf die sich die Wissenschaft notwendigerweise in neuen Fächern bezieht, leichter und schneller unterworfen werden können und tiefer erforscht werden [...] gibt es in allen Erweiterungen menschlicher Macht oder Ergänzungen des menschlichen Wissens verschiedene kollaterale Einflüsse, zusätzlich zu dem erreichten primären und primären Objekt“. Andere alte maschinenlesbare Medien umfassen Anleitungen für Klaviere und Webmaschinen.
Es wird geschätzt, dass im Jahr 1986 weniger als 1 % der weltweiten Medienspeicherkapazität digital war und im Jahr 2007 bereits 94 %. Es wird angenommen, dass das Jahr 2002 das Jahr war, in dem die Menschheit mehr Informationen in digitalen als in analogen Medien speichern konnte (der „Beginn des digitalen Zeitalters“).

### Digitale Computer
Obwohl sie maschinenlesbare Medien benutzten, waren Babbage’s Motoren, Player-Pianos, Jacquard-Webstühle und viele andere frühe Rechenmaschinen selbst Analogrechner mit physikalischen, mechanischen Teilen. Die ersten wirklich digitalen Medien entstanden mit dem Aufkommen der Digitalcomputer. Digitalcomputer verwenden Binärcode und Boolesche Logik, um Informationen zu speichern und zu verarbeiten, so dass eine Maschine in einer Konfiguration viele verschiedene Aufgaben ausführen kann. Die ersten modernen, programmierbaren Digitalcomputer, die Manchester Mark 1 und der EDSAC, wurden zwischen 1948 und 1949 unabhängig voneinander erfunden. Obwohl sie sich in vielerlei Hinsicht von modernen Computern unterschieden, verfügten diese Maschinen über digitale Software, die ihre logischen Abläufe steuerte. Sie waren binär kodiert, ein System aus Einsen und Nullen, die zu Hunderten von Zeichen kombiniert wurden. Die 1er und 0er des Binärsystems sind die „Ziffern“ der digitalen Medien.
1959 wurde der Metalloxid-Silizium-Feldeffekttransistor (MOSFET oder MOS-Transistor) von Mohamed Atalla und Dawon Kahng in den Bell Labs erfunden. Es war der erste wirklich kompakte Transistor, der miniaturisiert und in Massenproduktion für eine Vielzahl von Anwendungen hergestellt werden konnte. Der MOSFET führte zur Entwicklung von Mikroprozessoren, Speicherchips und digitalen Telekommunikationsschaltungen. Dies führte in den 1970er Jahren zur Entwicklung des Personalcomputers (PC) und damit zum Beginn der Mikrocomputer-Revolution[14] und der digitalen Revolution.

### Konzeptionelle Ideen in „As We May Think“
Während die digitalen Medien erst Ende des 20. Jahrhunderts allgemein gebräuchlich wurden, geht die konzeptionelle Grundlage der digitalen Medien auf die Arbeit des Wissenschaftlers und Ingenieurs Vannevar Bush und seinen gefeierten Essay „As We May Think“ zurück, der 1945 in The Atlantic Monthly veröffentlicht wurde. Bush stellte sich ein System von Geräten vor, das Wissenschaftlern, Ärzten, Historikern und anderen dabei helfen sollte, Informationen zu speichern, zu analysieren und zu kommunizieren. Dieses damals imaginäre Gerät nannte Bush ein „Memex“:
Der Besitzer des Memex interessiert sich, sagen wir, für den Ursprung und die Eigenschaften von Pfeil und Bogen. Insbesondere untersucht er, warum der türkische Kurzbogen in den Scharmützeln der Kreuzzüge dem englischen Langbogen anscheinend überlegen war. Er hat Dutzende von möglicherweise sachdienlichen Büchern und Artikeln in seinem Memex. Zuerst geht er eine Enzyklopädie durch, findet einen interessanten, aber skizzenhaften Artikel und lässt ihn projizieren. Als Nächstes findet er in einer Geschichte einen weiteren einschlägigen Artikel und verbindet die beiden miteinander. So geht er und legt eine Spur aus vielen Gegenständen an. Gelegentlich fügt er einen eigenen Kommentar ein, indem er ihn entweder mit dem Hauptpfad verknüpft oder ihn durch einen Nebenpfad mit einem bestimmten Gegenstand verbindet. Wenn sich herausstellt, dass die elastischen Eigenschaften der verfügbaren Materialien sehr viel mit dem Bogen zu tun haben, zweigt er auf einen Nebenweg ab, der ihn durch Lehrbücher über Elastizität und Tabellen mit physikalischen Konstanten führt. Er fügt eine Seite mit einer eigenen Langhandanalyse ein. So baut er eine Spur seines Interesses durch das Labyrinth der ihm zur Verfügung stehenden Materialien.
Bush hoffte, dass die Erstellung dieses Memex das Werk von Wissenschaftlern nach dem Zweiten Weltkrieg sein würde. Obwohl der Aufsatz den digitalen Computern um einige Jahre vorausging, nahm „As We May Think“ die potenziellen sozialen und intellektuellen Vorteile der digitalen Medien vorweg und lieferte den konzeptionellen Rahmen für die digitale Wissenschaft, das World Wide Web, Wikis und sogar soziale Medien. Es wurde bereits zum Zeitpunkt seiner Veröffentlichung als bedeutendes Werk anerkannt.

### Digitale Multimedia
Die praktische digitale Multimediaverteilung und das Streaming wurden durch Fortschritte in der Datenkomprimierung ermöglicht, die auf den unpraktisch hohen Speicher-, Speicher- und Bandbreitenbedarf unkomprimierter Medien zurückzuführen sind. Die wichtigste Komprimierungstechnik ist die diskrete Kosinustransformation (DCT), ein verlustbehafteter Komprimierungsalgorithmus, der erstmals 1972 von Nasir Ahmed an der Universität von Texas als Bildkomprimierungstechnik vorgeschlagen wurde. Der DCT-Algorithmus war die Grundlage für das erste praktische Videocodierungsformat, H.261, Es folgten weitere DCT-basierte Videocodierungsstandards, vor allem die MPEG-Videoformate ab 1991. 1992 wurde das ebenfalls auf dem DCT-Algorithmus basierende JPEG-Bildformat eingeführt. Die Entwicklung des modifizierten MDCT-Algorithmus (Modified Discrete Cosine Transform) führte 1994 zum Audiocodierungsformat MP3 und 1999 zum Format Advanced Audio Coding (AAC).